# John Fahey
John Aloysius Fahey (IPA: /ˈfæhi/), född 28 februari 1939 i Washington, D.C., död 22 februari 2001 i Salem, Oregon, var en amerikansk gitarrist och kompositör. Som soloartist spelade han stålsträngad akustisk gitarr.
John Fahey föddes i Washington, D.C., men växte huvudsakligen upp i Takoma Park, Maryland.

## Diskografi
- 1959 – Blind Joe Death
- 1963 – Death Chants, Breakdowns and Military Waltzes
- 1964 – The Dance of Death and Other Plantation Favorites
- 1965 – The Transfiguration of Blind Joe Death
- 1966 – The Great San Bernardino Birthday Party and Other Excursions
- 1967 – Days Have Gone By
- 1967 – Requia
- 1968 – The Yellow Princess
- 1968 – The Voice of the Turtle
- 1968 – The New Possibility
- 1969 – Memphis Swamp Jam
- 1971 – America
- 1972 – Of Rivers and Religion
- 1973 – After the Ball
- 1973 – Fare Forward Voyagers (Soldier's Choice)
- 1974 – Old Fashioned Love
- 1975 – Christmas with John Fahey Vol. 2
- 1977 – The Best of John Fahey 1959-1977
- 1979 – John Fahey Visits Washington D.C.
- 1980 – Yes! Jesus Loves Me
- 1980 – Live in Tasmania
- 1981 – Railroad
- 1982 – Christmas Guitar Volume I (en nyinspelning av The New Possibility)
- 1983 – Let Go
- 1983 – Popular Songs For Christmas and the New Year
- 1985 – Rain Forests, Oceans and Other Themes
- 1987 – I Remember Blind Joe Death
- 1989 – God, Time and Causality
- 1990 – Old Girlfriends and Other Horrible Memories
- 1991 – The John Fahey Christmas Album
- 1994 – The Return of the Repressed
- 1996 – Double 78
- 1997 – The Mill Pond (dubbel-EP)
- 1997 – City of Refuge
- 1997 – Womblife
- 1997 – The Epiphany of Glenn Jones
- 1998 – Georgia Stomps, Atlanta Struts and Other Contemporary Dance Favorites
- 1999 – The Best of the Vanguard Years
- 2000 – Hitomi
- 2003 – Red Cross
- 2004 – The Great Santa Barbara Oil Slick
- 2005 – On Air
- 2006 – Sea Changes & Coelacanths: A Young Person's Guide to John Fahey